# Виберіть зірку
Виберіть зірку (англ. Pick a Star) — американський комедійний мюзикл режисера Едварда Седжвіка 1937 року.

## Сюжет
Історія молодої дівчинки Попелюшки, яка приїжджає до Голлівуду і досягає слави зірки.

## У ролях
- Петсі Келлі — Неллі Мур
- Джек Гейлі — Джо Дженкінс
- Розіна Лоуренс — Сесілія Мур
- Міша Ауер — Рінальдо Лопез
- Ліда Роберті — Дагмар
- Стен Лорел — Стен Лорел
- Олівер Гарді — Олівер Харді
- Чарльз Хелтон — містер Клевхаймер
- Том Дуган — Дімітрі Хоган
- Расселл Хікс — містер Стоун
- Барбара Вікс — хостес